# 津田村 (島根県)
津田村（つだむら）は、島根県八束郡にあった村。現在の松江市西津田、東津田町、古志原、八雲台、一の谷町、東朝日町にあたる。

## 地理
- 河川：大橋川[1]

## 歴史
- 1889年（明治22年）4月1日、町村制の施行により、意宇郡西津田村（一部）、東津田村、古志原村、松江分（一部）が合併して村制施行し、津田村が発足[1][2]。
- 1896年（明治29年）4月1日、郡の統合により八束郡に所属[2]。
- 1907年（明治40年）大字古志原に歩兵第63連隊駐屯[1]。
- 1929年（昭和4年）大字西津田に松江商業学校（現島根県立松江商業高等学校）が移築[1]。大字松江分、松江駅東に片倉製糸（現片倉工業）松江工場開設[1]。
- 1934年（昭和9年）12月1日、松江市に編入され廃止[1][2]。

### 地名の由来
馬橋川流域の字舟津田による。

## 産業
- 農業[1]

## 交通

### 鉄道
- 1908年（明治41年）国有鉄道山陰本線開通[1]